# Sant'Antonino, Haute-Corse
Sant'Antonino là một xã ở tỉnh Haute-Corse trên đảo Corse, Pháp. Xã này có diện tích 4,1 km², dân số năm 1999 là 77 người. Khu vực này có độ cao 497 mét trên mực nước biển.